# Листи з хутора
Листи з хутора — преромантичний позитивістсько-філософський, екзистенціалістський художньо-публіцистичний цикл «хуторської філософії» Пантелеймона Куліша.
Твір характеризується антиурбаністичним світоглядом на користь хуторизму. Автор відстоює самобутній шлях українства, відкинувши при цьому проросійськість, слов'янофільство та «західництво». Демонструє сучасні на час публікації національні реалії та суть україно-російських взаємин.
У роботі подана критична оцінка прогресу цивілізації у моральних та національних критеріях. У центральній увазі твору вказані застереження проти розриву людини з природою на користь урбанізації. У багатьох моментах є ідеалізація хутора як «осередку національної самобутності». Присутня поетизація патріархальної моралі та побуту. Протиставляється висока етика мешканців хуторів з міщанами. Є також застереження проти «відриву» від села людей молодшого віку на користь міст.
Дослідники також схиляються до думки, що твору притаманний скепсис переходу від язичництва до християнства. Крім того, автор «Листів» один з перших відстоював всеукраїнське літературне значення Тараса Шевченка.
Вперше опублікований у журналі «Основа» 1861 року. Окремими виданнями у частинах опублікований в 1861—1862 роках в Петербурзі в «Типографії П. А. Куліша».
«Листи» неодноразово перевидавались в інших виданнях творів Пантелеймона Куліша.

## Опис

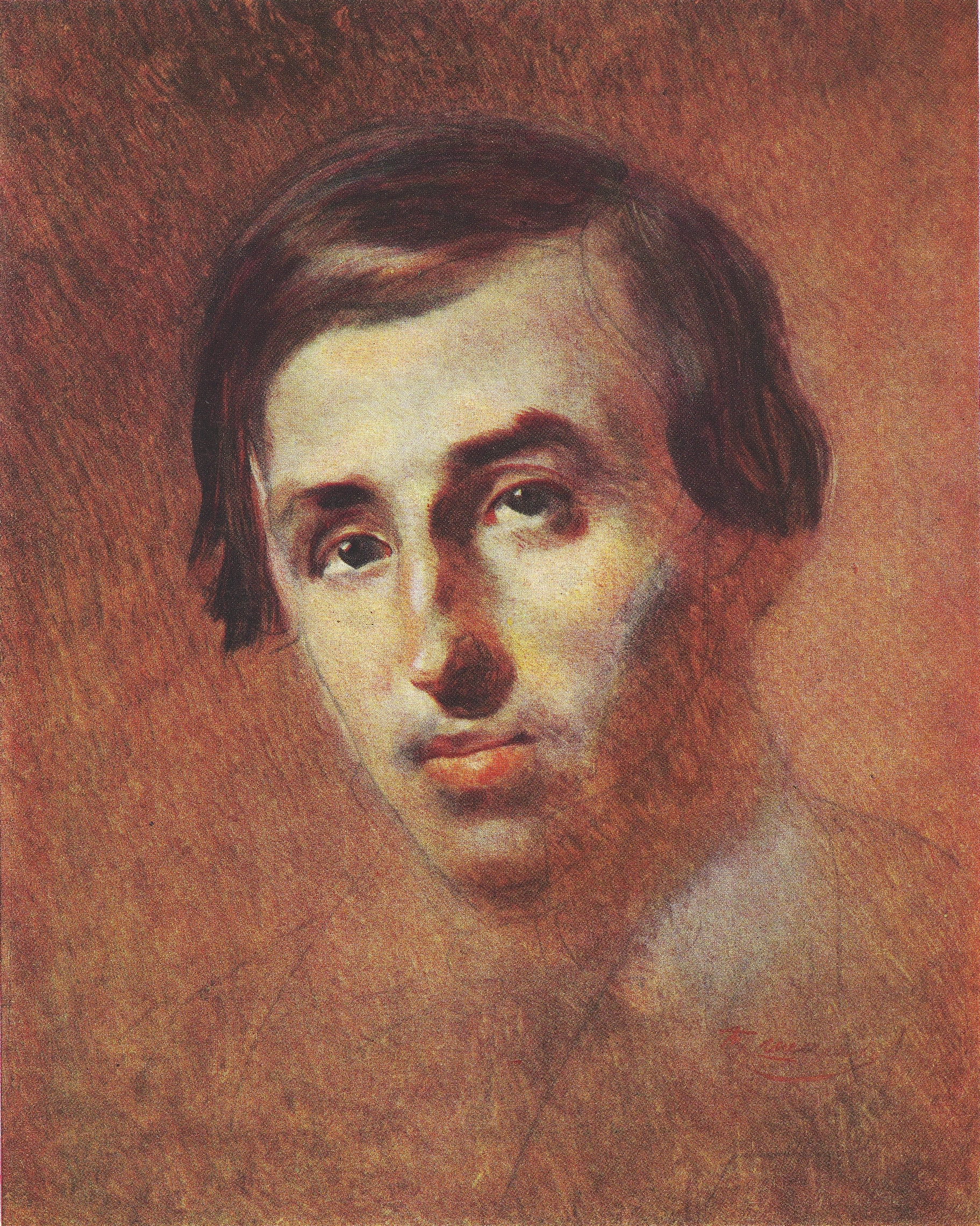
Портрет Пантелеймона Куліша виконаний Тарасом Шевченком, між 1843 та 1847 роками

### Написання
Твір написаний у формі відкритих листів, адресованих широкій громадськості. I—IV листи підписані як «Хуторянин». V лист підписаний «Козаком Белебенем». У поетиці «Листів з хутора» автор використовує топоніми й антропоніми. У такий спосіб письменник надав твору документальності та достовірності заради уявлення читачем місцевості. Назви листів вдало продумані. Пантелеймон Куліш послідовно викладає свою думку. Додає підтвердження документально, а отже робота складає враження реального відтворення описуваних подій, що становить цілісну концепцію твору. V лист орієнтовно написаний у Василівці, коли з Одеси через Полтаву Пантелеймон Куліш завітав до матері Миколи Гоголя.

### Інтелектуальні впливи
Пантелеймон Куліш у своєму світогляді керувався поєднанням релігійних (Святе Письмо), просвітницьких та позитивістських творів. Зокрема, викладена позиція Куліша зазнала впливів праць Бенедикта Спінози, Вольтера, Жана-Жака Русо, Іммануїла Канта, Едварда Гіббона, Жуля Мішле, Вільяма Гікліна Прескоттома, Джона-Лотропа Мотлі, Герберта Спенсера та інших. На світогляд «хуторської філософії» вплинула етична філософія стоїцизму Григорія Сковороди.

### Жанр
Філософський виклад «хуторської філософії» містить відмінності у своїх частинах. Так, листи I та II «Про городи й села» мають художньо-публіцистичну стилістику. Лист III «Чого стоїть Шевченко, яко поет народний» є проблемною статтею. Лист IV «Про злодія у селі Гаківниця» — оповідання притча. Лист V «Хто такий „Хуторянин“» є оповіданням від першої особи.

### Редакції
Всі п'ять частин «Листів» виходили у журналі «Основа» 1861 року в № 1, 2, 3, 4, 11-12. Окремим друком у видавництві автора виходили в Санкт-Петербурзі 1861—1862 роках. Надалі неодноразово перевидавались на сторінках часописів «Руська читанка», «Вечерниці», календарях «Просвіти», окремим виданнями та у збірках творів Пантелеймона Куліша.

## Зміст

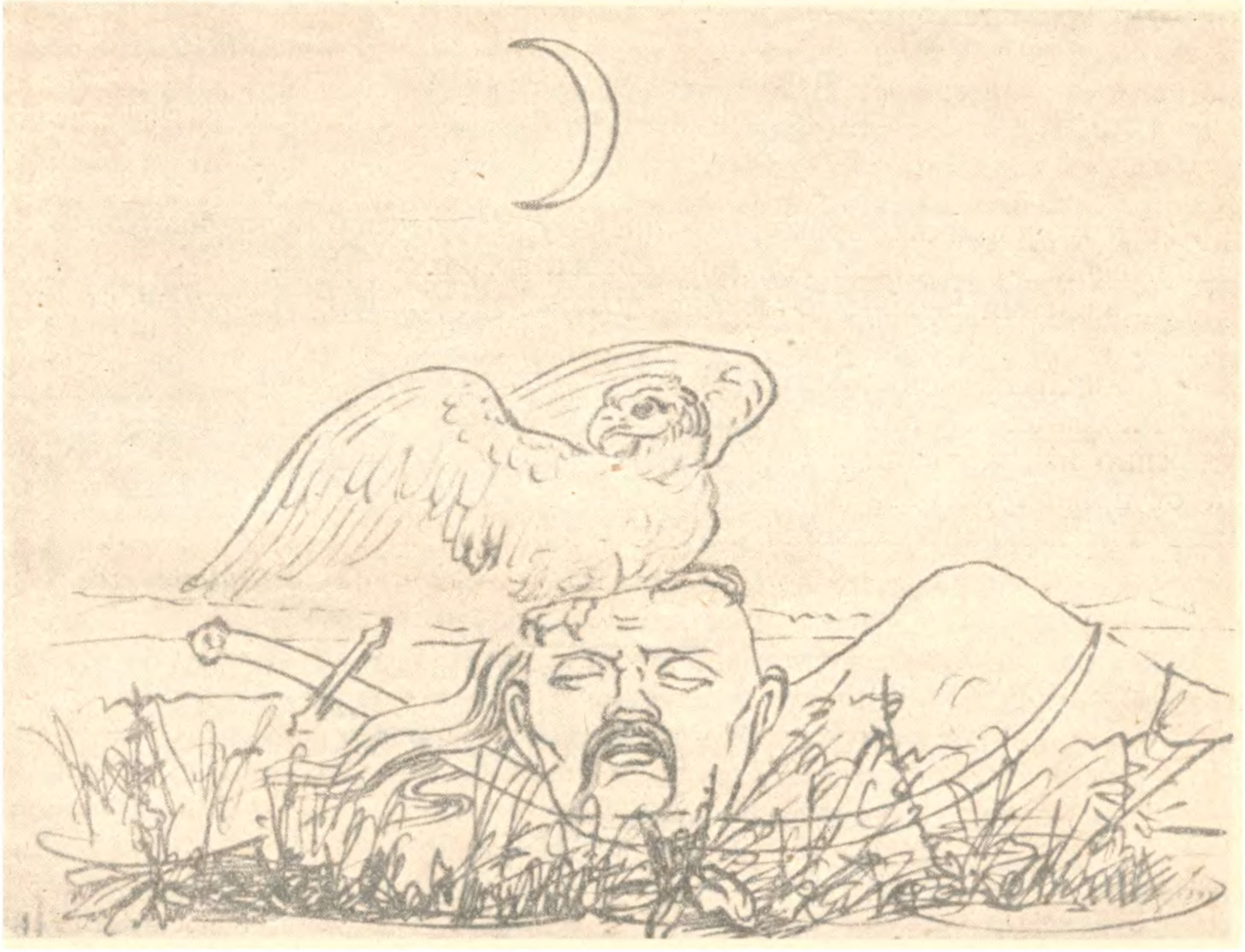
Малюнок Пантелеймона Куліша до народної пісні

### I та II. Про городи й села
Містить промовистий патріотичний натяк на давність і тяглість української історії. Для нього хутір основна форма поселення заможної верхівки Лівобережжя та Слобожанщини XVII—XVIII століть. Куліш порівнює хутір як духовний абсолют та тотожність українства в цілому. Художньо-публіцистична частина «Про городи й села» піддають критиці та сумнівам, що розвинута цивілізація веде до «всякого щастя» людей. Натомість акцентована ідеалізація українських жителів хуторів. Він переконував у моральних перевагах людини «природного складу» над «цивілізованою». Ці переконання «хуторської філософії» Пантелеймона Куліша сформовані над історичним спостереженням про те, що українці є хліборобами за своєю сутністю.
Синкретично протистояв русоїзму, вбачаючи перевагу українських хуторів над русифікованими «городами й порядками». Через це християнська віра, на його думку, зазнала інакшого (негативного) розуміння християнства. Він вважає, що не варто поспішати із перейманням західних суспільних моделей, не треба намагатись їх штучно «перестрибнути». А отже, варто пройти етапи соціально-історичного розвитку органічно, не поспішаючи.
Поширення іноземних вчень та систем освіти, а також винятково навчання дітей сіл у містах призводить до денаціоналізації. Приймає сторону побуту та необхідність розвитку власних ремесел замість «міських» запозичених.

### III. Чого стоїть Шевченко, яко поет народний
«Чого стоїть Шевченко, яко поет народний» за жанром проблемна стаття. У ній Куліш закликає поетів та письменників зорієнтуватись на фольклор та виступає проти наслідування Шевченка. Надає оцінку шевченківській літературі у всенаціональному українському значенні. У статті Куліш характеризує й українську літературу дошевченківського періоду. Зокрема, висловлює думку про те, що Іван Котляревський в «Енеїді» під травестією насміхається над українськими звичаями та українською мовою. На його думку Котляревський комічно-потворно викривляє його особисту національну гідність, порівнюючи із загальноєвропейською літературою тією доби. Він також наголошує на тому, що мова твору Івана Котляревського спочатку є українською, а вже під кінець твору вона радше суміш із російською.

### IV. Про злодія у селі Гаківниця
Четвертий лист відносять до оповідання-притчі «Про злодія у селі Гаківниці». Він ідейно продовжує I та II листи. У ньому Пантелеймон Куліш розмірковує на тему проблем покарання та перевиховання мешканця села. Так, наприклад, коли злодія ловлять «на гарячому», коли той намагається обікрасти церкву та громадську скарбівню — мешканці села відмовляються піддати його на станового за вказівкою священника. Він відбуває «братську покуту», у якій три роки вимушений паламарювати в церкві, піклуватись та годувати подорожніх гостей. Водночас його більше ніколи не називатимуть за ім'ям чи прізвищем, а лише «злодієм». Після того злодій почав виховуватись на краще, тим самим приніс користь громаді. У цьому моменті автор відстоює думку, що хуторське громадське самоврядування ефективніше «чужинецьких» правових впливів та судівських установ у містах.

### V. Хто такий «Хуторянин»
Лист написаний від імені Козака Белебеня, який має хутір на березі річки Говтви. Він відкриває «справжнє» обличчя «Хуторянина», а саме колишнього козака Павла Белебня. Так, Пантелеймон Куліш прагнув містифікації та намагався ввести в оману читача. Для цього він містифікував біографію «автора» V листа Павла Белебню. Це зроблено для того, щоб краще осмислити історію України в її складних моментах. У листі козак оповідає історію свого роду, історію України останніх століть, акцентує суспільно-політичні проблеми українців з Російською імперією. Вдається до наслідування, протиставляючи тодішню («сучасну») суспільну кризу, коли «всі німують і серцем, і словом».

## Критика

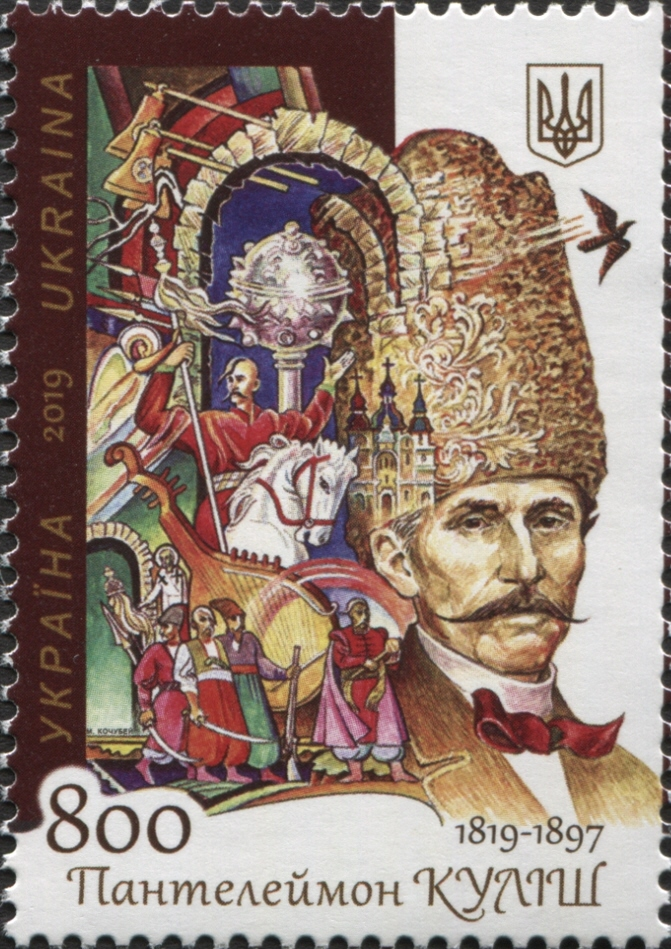
Марка «Пантелеймон Куліш (1819—1897)»

«Московские ведомости» у своїй рецензії написали, що «ці листи скорше здібні підтримувати у народні значні забобони, аніж протистояти ним». Проте, резюмували, що розвитку українських письменників та літератури такого рівня для народу «не можна не порадіти й не побажати повного успіху». Український літературознавець Михайло Бернштейн охрестив твір як «найбільш реакційну сторінку Кулішевої діяльності».
Оксана Свириденко зауважила, що «Із-поміж рядків оповіді Хуторянина проступали добре замасковані, глибокі думки П. Куліша з приводу українського національного питання, що мали виразне антиросійське звучання. Фактично своєю містифікацією Куліш-Хуторянин компрометував політику Росії щодо України».
Юрій Шевельов відстоював думку, що Куліш не міг вважатися «буржуазним письменником». Адже «Буржуазія, природно, обстоює розвиток капіталізму, урбанізацію. Не знайдемо в Куліша висловів про потребу розвивати промисловість, зате часто висловлювався він проти урбанізації, проти міста, яке він визнавав хіба як конечне зло».

## Значення
Твір Пантелеймона Куліша вперше синтетично в історії української (філософської) думки висловив екзистенціалістський підхід до розуміння протиставлення «села» та «міста», на користь першого. Тим самим сформована та синтезована своєрідна «хуторська філософія» автора, що мала вплив на антиурбаністичних українських авторів надалі. «Листи» мають значний та ідейний вплив на повість Івана Нечуя-Левицького «Неоднаковими стежками», в якій автор дослідив причини та катастрофічні наслідки нехтування особистістю традиціями свого роду та обрання нею пріоритетів егоцентризму та гедонізму.